# قمة بيروت الاقتصادية
قمة بيروت الاقتصادية (الدورة الرابعة للقمة العربية التنموية: الاقتصادية والاجتماعية) هي قمة عربية اقتصادية أقيمت في 20 يناير / كانون الثاني 2019.

## مشاريع القرارات المطروحة
ومن بين مشاريع القرارات المطروحة:
- دعوة المجتمع الدولي لدعم الدول العربية المستضيفة للاجئين السوريين.
- تشجيع اللاجئين السوريين على العودة الطوعية إلى المناطق الآمنة.
- دعوة الدول العربية إلى الإسراع في استكمال المتطلبات اللازمة لإقامة الاتحاد الجمركي العربي.

## عدم مشاركة ليبيا
قام أعضاء من حركة أمل الشيعية اللبنانية في 12 يناير 2019 بتمزيق العلم الليبي بالقرب من مكان انعقاد القمة وإحراقه بسبب اتهامهم الحكومة الليبية المعترف بها دوليًا في ليبيا بعدم التعاون مع التحقيقات في اختفاء الرئيس السابق للمجلس الشيعي الأعلى في لبنان موسى الصدر عام 1978 (عندما كانت ليبيا تحت حكم نظام العقيد معمر القذافي). واحتجاجا على حرق العلم الليبي قاطعت الحكومة الليبية القمة.

## عودة سوريا إلى الجامعة العربية
صرح الأمين العام لجامعة الدول العربية أحمد أبو الغيط، إن عودة سوريا إلى الجامعة الدول العربية تنتظر «التوافق العربي».